# Good Posture
Good Posture é um filme de comédia dramática norte-americano de 2019 escrito e dirigido pela atriz Dolly Wells, em sua estreia na direção. É estrelado por Grace Van Patten como Lilian, uma jovem que vai morar com a amiga de seu pai, a autora Julia interpretada por Emily Mortimer. Wells e Mortimer já haviam colaborado na sitcom britânica Doll & Em, que elas criaram, co-escreveram e estrelaram.
O filme também é estrelado por Timm Sharp, Ebon Moss-Bachrach, John Early e Nat Wolff, com participações especiais dos autores Zadie Smith , Martin Amis e Jonathan Ames.

## Elenco
- Grace Van Patten como Lilian
- Emily Mortimer como Julia Price
- Timm Sharp como George
- Ebon Moss-Bachrach como Don Price
- John Early como Sol
- Nat Wolff como Jon
- Norbert Leo Butz como Neil
- Condola Rashād como Laura
- Mary Holland como Pauline
- Gary Richardson como Nate

O filme contém a participação especial dos autores Zadie Smith, Martin Amis e Jonathan Ames.

## Produção e lançamento
O roteiro foi escrito por Wells, e levou dez dias para filmar em Brooklyn, Nova Iorque. O filme teve sua estreia mundial no Festival de Cinema de Tribeca em 27 de abril de 2019. Foi lançado no Reino Unido e na Irlanda em 4 de outubro de 2019, pela Pinpoint Presents.

## Recepção
No Rotten Tomatoes, o filme tem um índice de aprovação de 95% com base em comentários de 20 críticos, com uma pontuação média de 6,6/10. No Metacritic o filme tem uma pontuação de 69/100, com base em comentários de 8 críticos.
Os críticos foram geralmente favoráveis na estreia do filme. Tomris Laffly, da Variety, afirmou que "a estreia como diretora de Dolly Wells não pode escapar de uma sensação de primeiro filme", o crítico também achou "apenas afável o suficiente" e destacou a atriz Grace Van Patten por uma performance "sensacional". David Ehrlich, escrevendo para IndieWire, achou o filme "mais do que agradável o suficiente para sugerir que Wells não é desleixada", mas é "mais um lanche do que uma refeição satisfatória".
Kimber Myers, crítica do The Playlist, elogiou o filme e escreveu: "O roteiro de Wells é genuíno e engraçado, autêntico em suas percepções sobre humanos reais" e que "trata seu público com inteligência e não sente a necessidade de explicar tudo, confiando que o espectador terá o que precisa para entender o que está acontecendo e quem são essas pessoas."